# Ron Harris
Ronald Edward Harris, más conocido como Ron Harris (Londres, Inglaterra, 13 de noviembre de 1944), es un exfutbolista inglés que se desempeñó como defensa en el Chelsea FC. Es el jugador con más encuentros disputados en la historia del Chelsea, al haber acumulado 795 encuentros entre 1961 y 1980. Su hermano Allan Harris también fue jugador del Chelsea.

## Clubes
| Club         | País       | Año         |
| ------------ | ---------- | ----------- |
| Chelsea FC   | Inglaterra | 1961 - 1980 |
| Brentford FC | Inglaterra | 1980 - 1983 |
| Aldershot FC | Inglaterra | 1984 - 1985 |

## Palmarés

### Campeonatos nacionales
| Título              | Club       | País       | Año     |
| ------------------- | ---------- | ---------- | ------- |
| Football League Cup | Chelsea FC | Inglaterra | 1964-65 |
| FA Cup              | Chelsea FC | Inglaterra | 1969-70 |

### Copas internacionales
| Título           | Club       | País       | Año     |
| ---------------- | ---------- | ---------- | ------- |
| Recopa de Europa | Chelsea FC | Inglaterra | 1970-71 |